# Powergraph
Powergraph – warszawska agencja reklamowa założona w 1996 roku przez Rafała Kosika i Katarzynę Sienkiewicz-Kosik, później przekształcona w wydawnictwo.
Wydane przez nie książki to m.in. Vertical, seria Felix, Net i Nika i Kameleon, Opowieści z meekhańskiego pogranicza. Północ–Południe czy Niebo ze stali.
Wydawało także kwartalnik Fantasy & Science Fiction (edycja polska), którego pierwszy numer ukazał się w lutym 2010. Redaktorem naczelnym był Paweł Matuszek.

## Autorzy
Powergraph wydał utwory m. in. Rafała Kosika, Szczepana Twardocha, Roberta Wegnera, Bernadety Prandzioch, Janusza Cyrana, Michała Cetnarowskiego, Jakuba Małeckiego, Anny Kańtoch, Radosława Raka, Magdaleny Salik, Olgi Niziołek, Justyny Hankus.